# Kirovski zavod (métro de Saint-Pétersbourg)
Kirovski zavod (en russe : Ки́ровский заво́д) est une station de la ligne 1 du Métro de Saint-Pétersbourg. en Russie. Elle est située dans le raïon Kirov, de Saint-Pétersbourg en Russie.
Mise en service en 1955, elle est desservie par les rames de la ligne 1 du métro de Saint-Pétersbourg.

## Situation sur le réseau

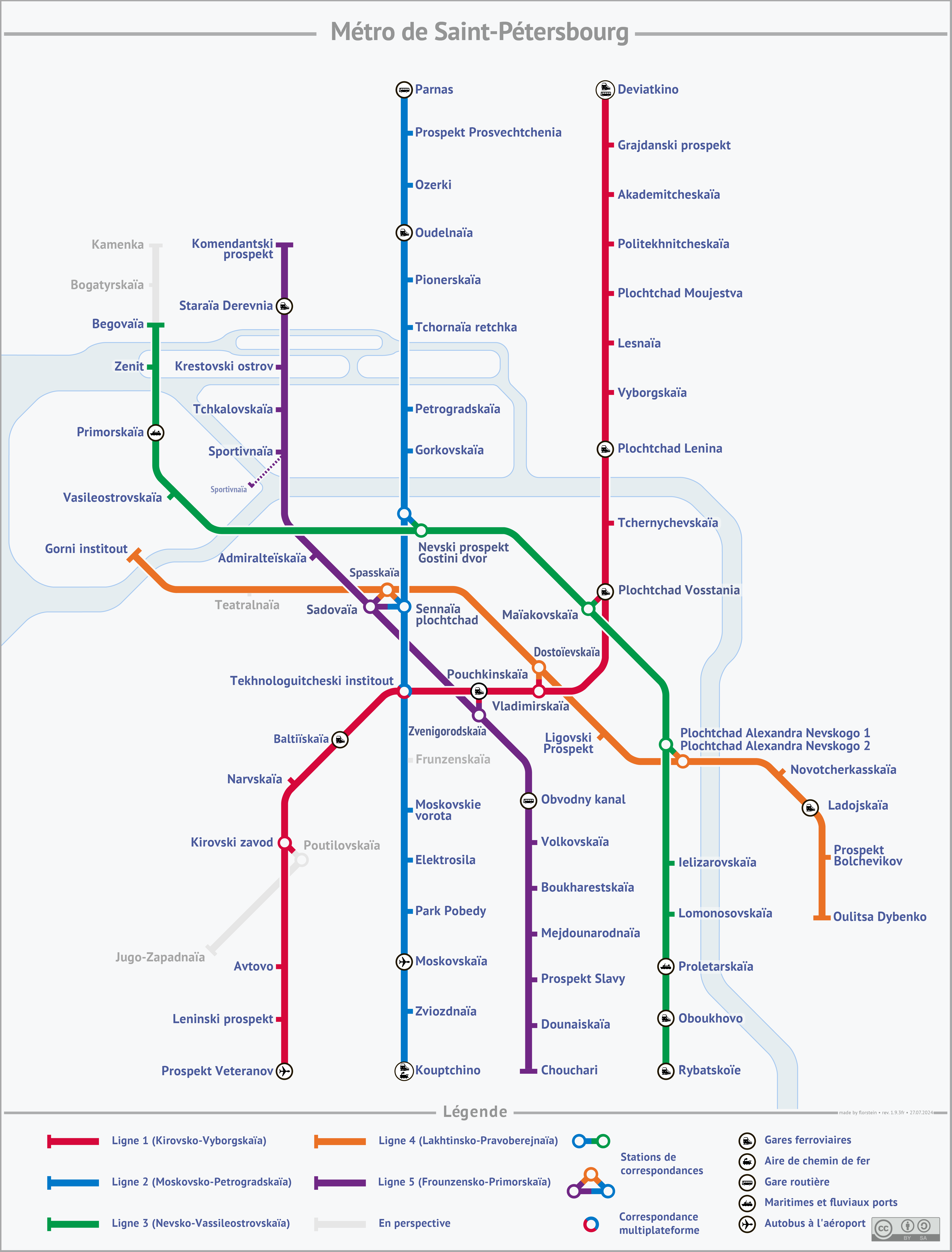
Plan du métro.

Établie en souterrain, à 50 mètres de profondeur, Kirovski zavod est une station de passage de la ligne 1 du métro de Saint-Pétersbourg. Elle est située entre la station Narvskaïa, en direction du terminus nord Deviatkino, et la station Avtovo, en direction du terminus sud Prospekt Veteranov.
La station dispose d'un quai central encadré par les deux voies de la ligne.

## Histoire
La station Kirovski zavod est mise en service le 15 novembre 1955, lors de l'ouverture à l'exploitation de la section de Avtovo à Plochtchad Vosstania,. Elle est nommée en référence à l'Usine Kirov. 

## Service des voyageurs

### Accueil
Elle dispose, en surface, d'un pavillon d'accès en relation avec le nord du quai par un tunnel en pente équipé de trois escaliers mécaniques,.

### Desserte
Kirovski zavod est desservie par les rames de la ligne 1 du métro de Saint-Pétersbourg.

Installations
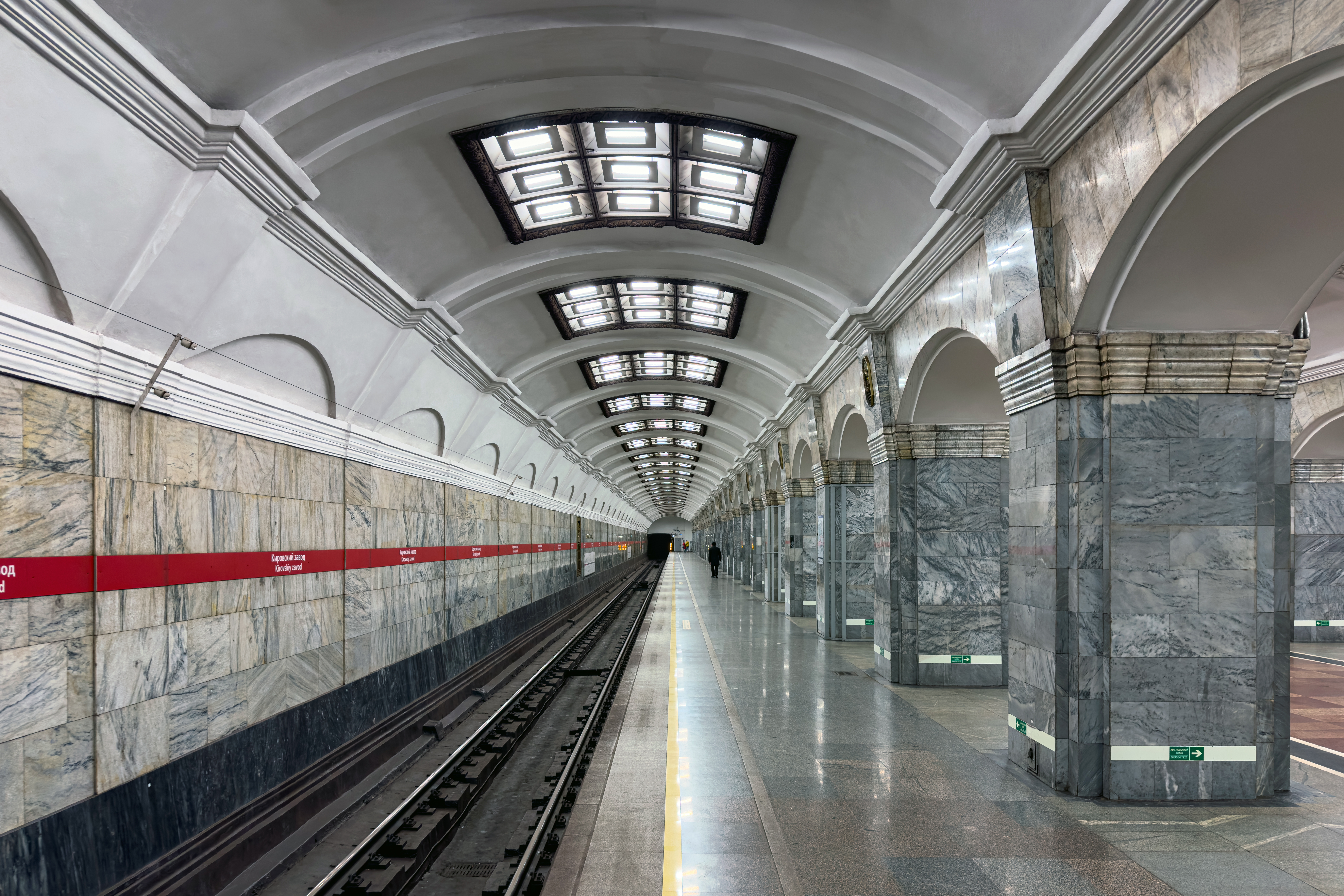
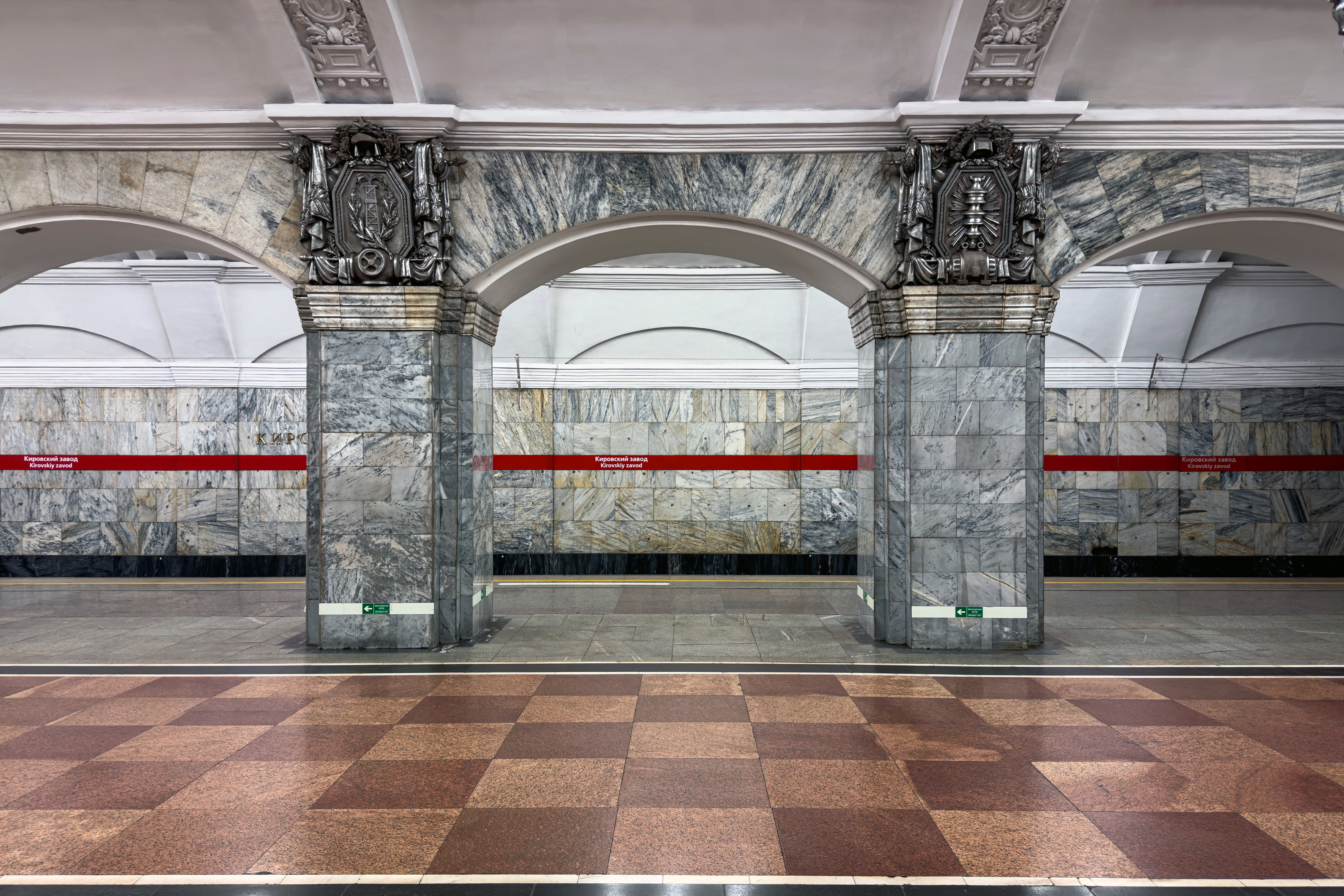
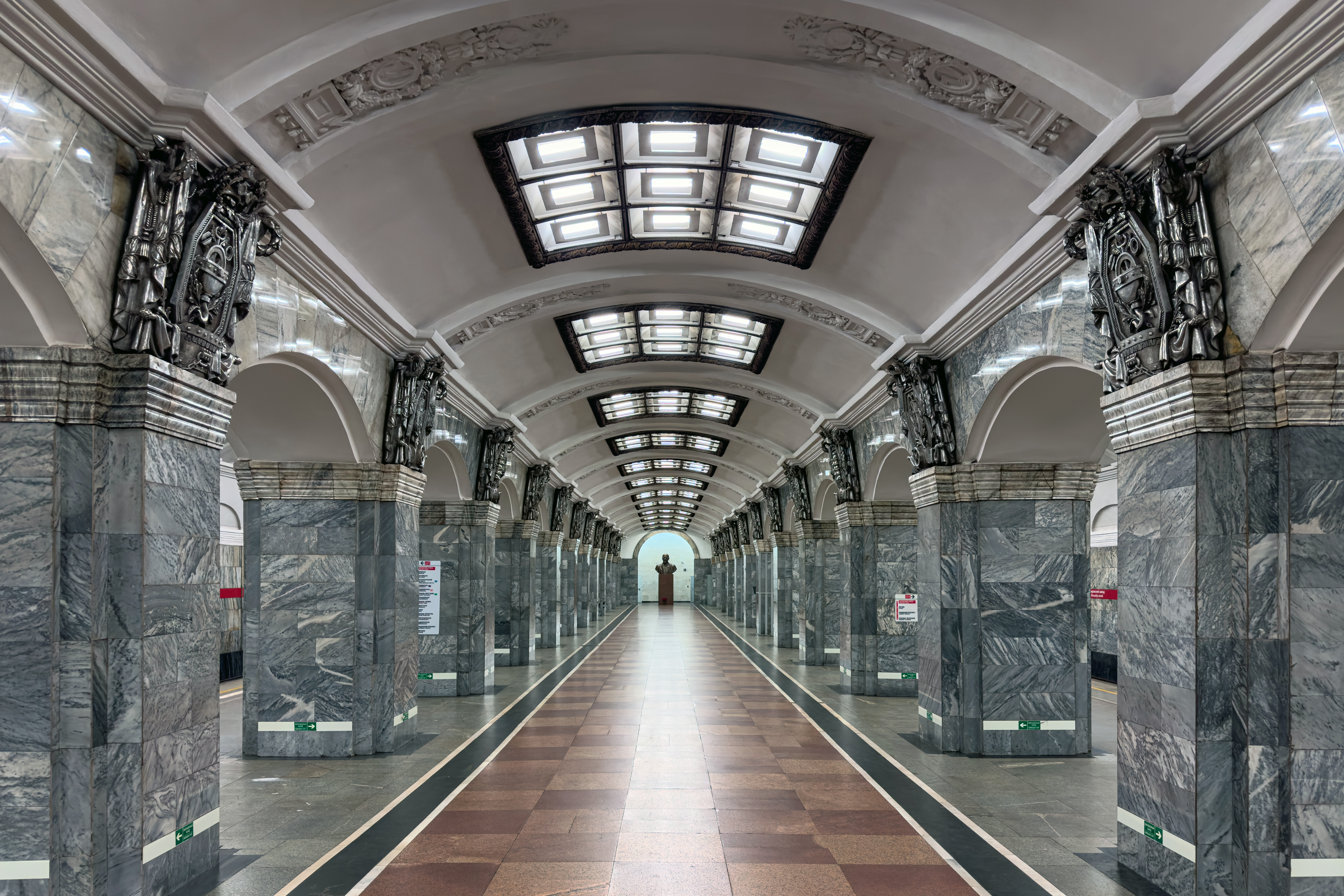

### Intermodalité
À proximité : un arrêt des trolleybus de Saint-Pétersbourg est desservi par les lignes 20, 41 et 48 ; et des arrêts de bus sont desservis par de plusieurs lignes.

## Patrimoine ferroviaire
La station est inscrite comme patrimoine culturel d'importance régionale le 15 décembre 2011.

Détails décoratifs
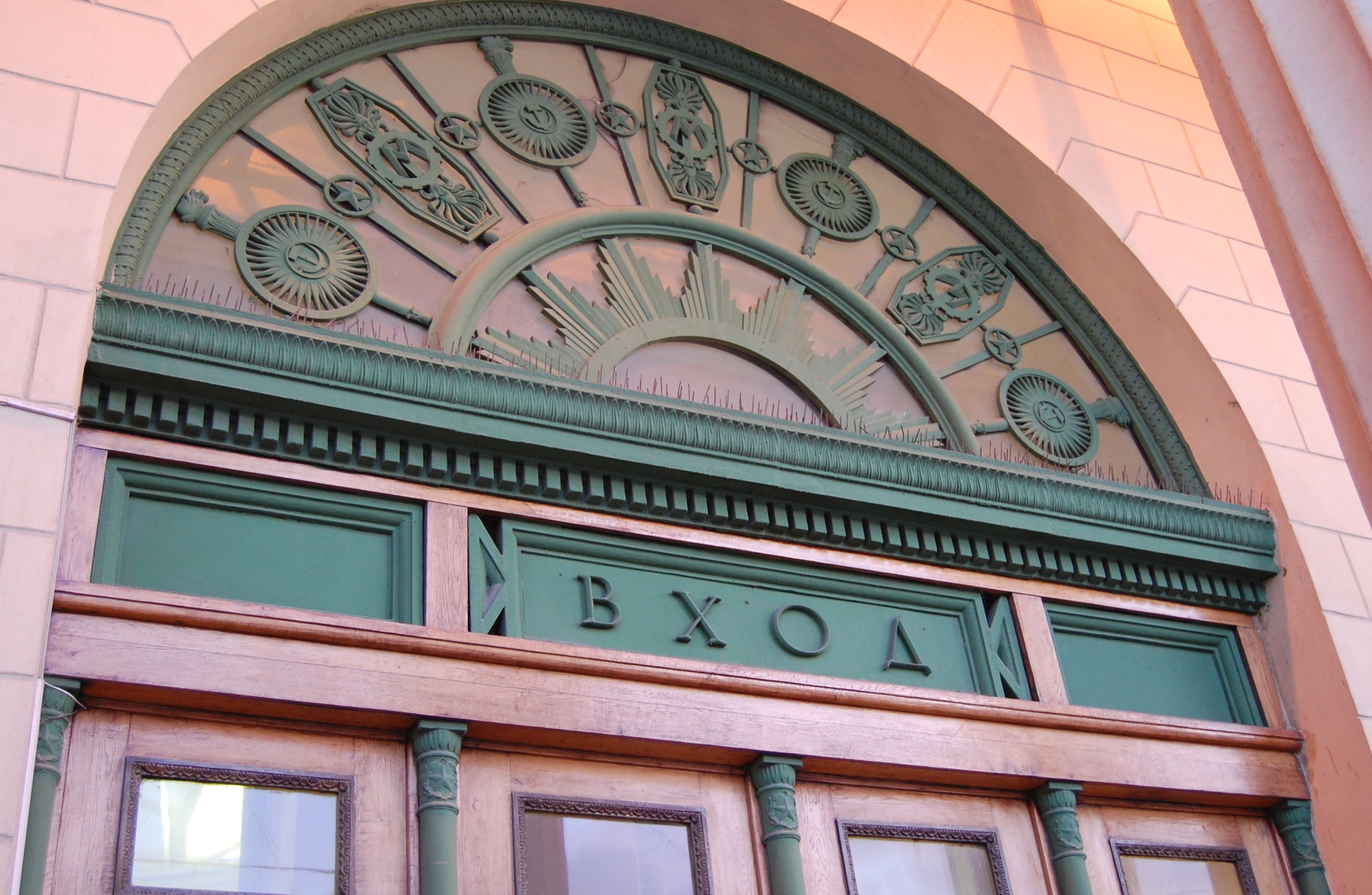
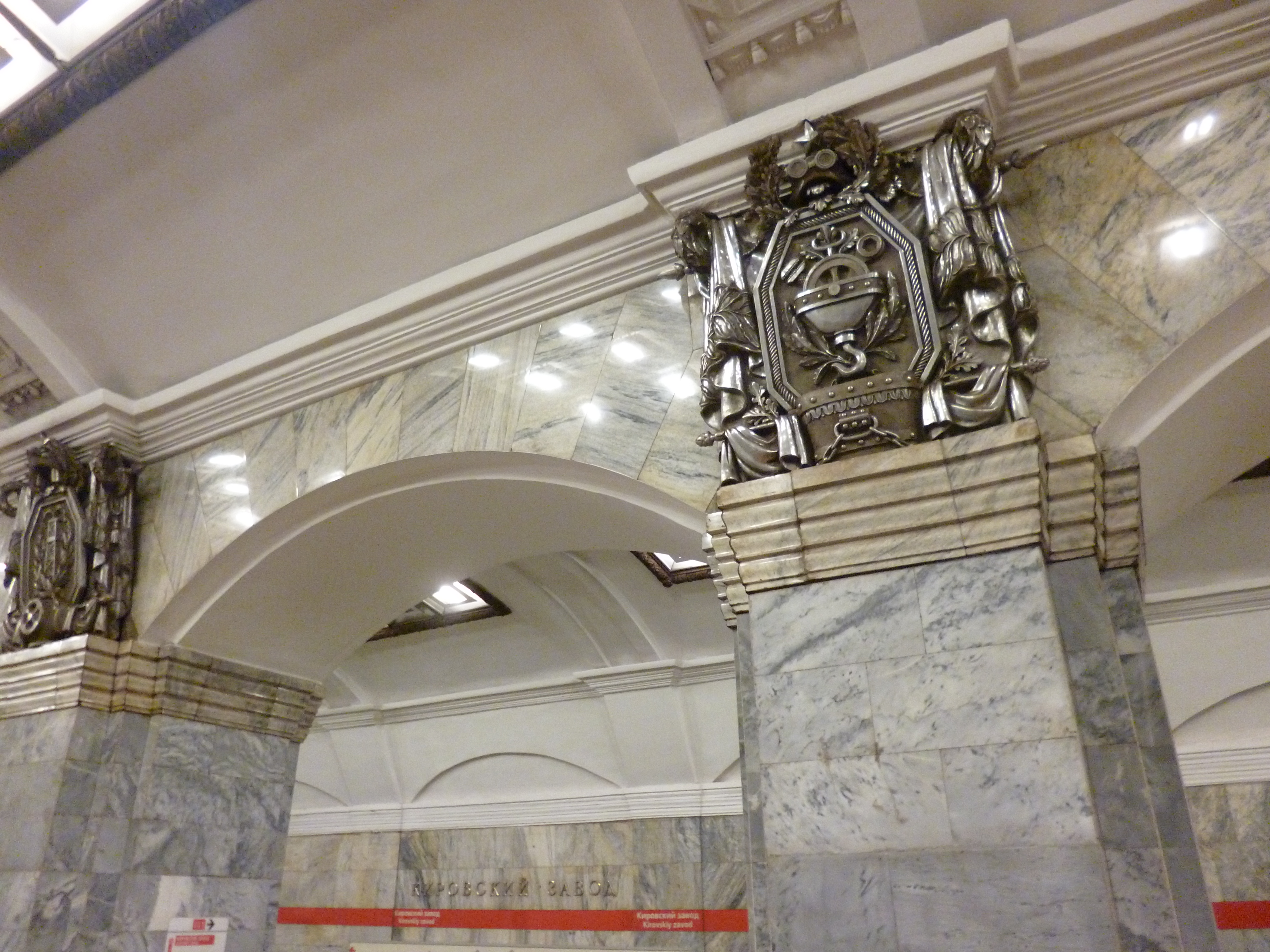
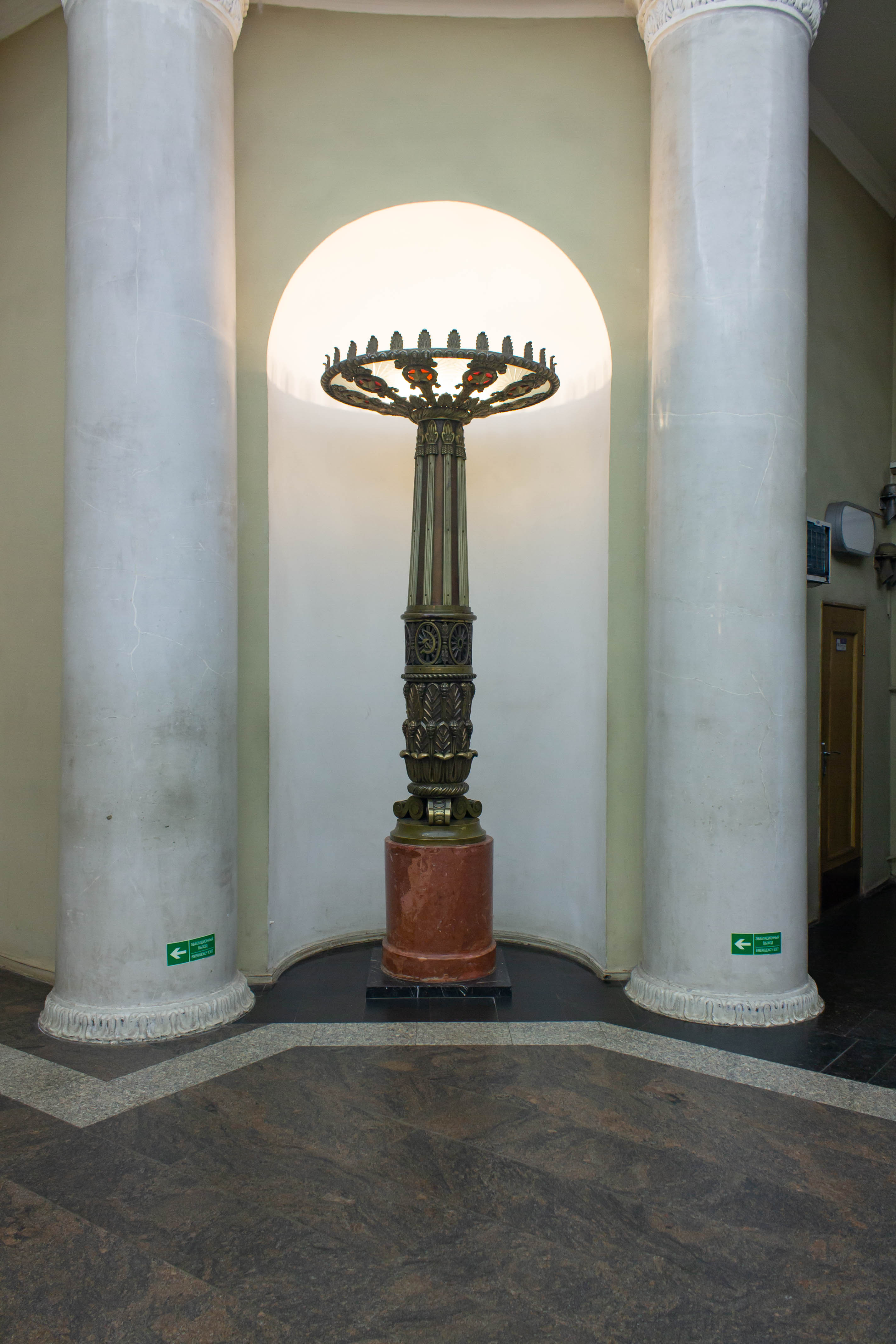
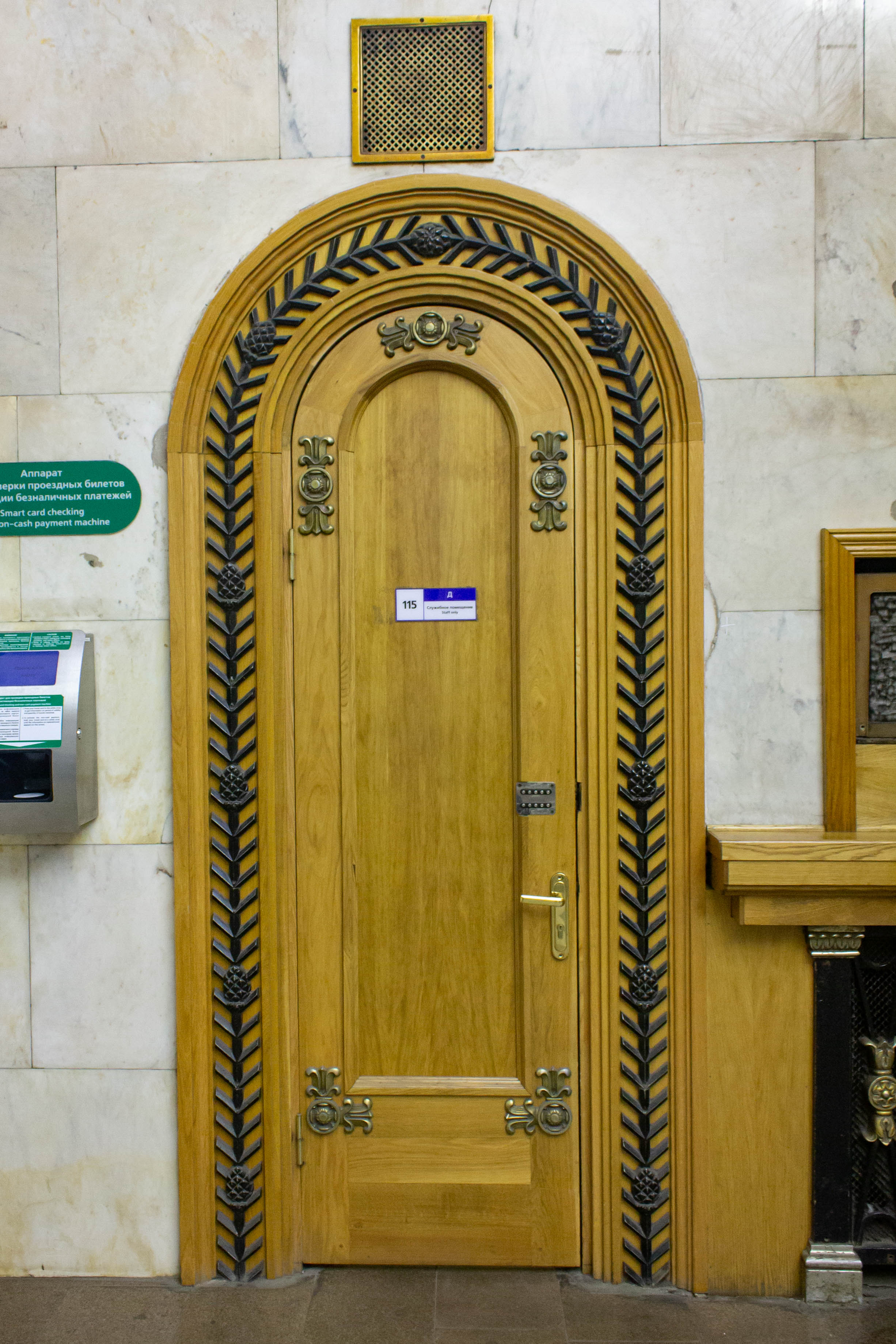

## Projet
Il est prévu une correspondance directe avec la future station de la future ligne 6 du métro de Saint-Pétersbourg. En 2021, l'ouverture de la station en correspondance est prévue en 2024,.